# 마르첼라 벨라

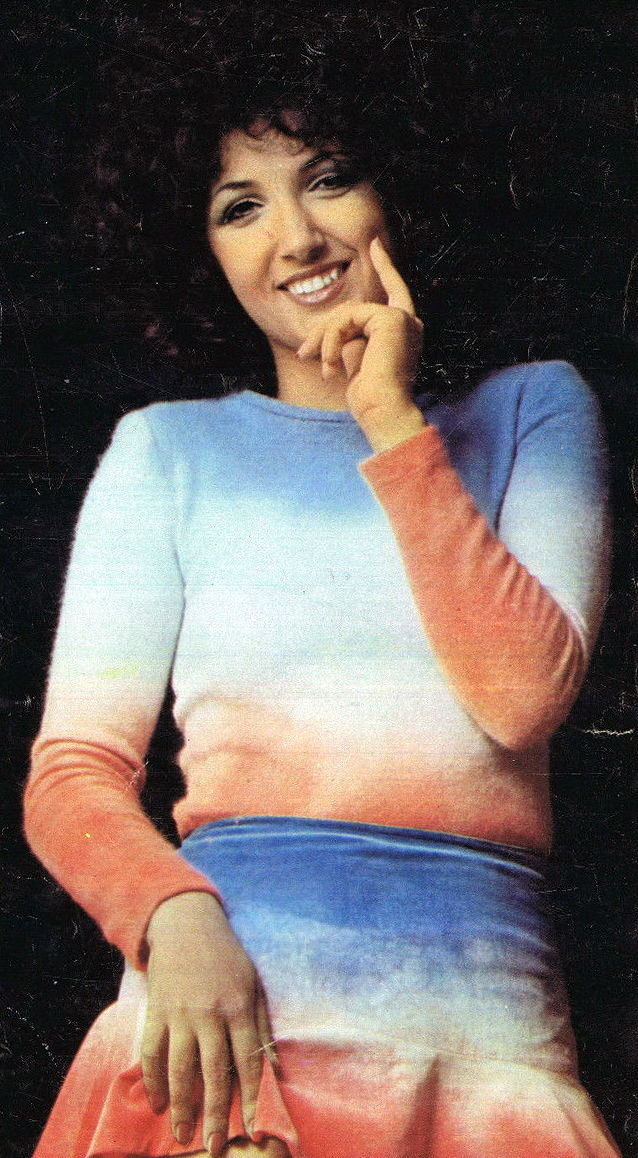
1972년

마르첼라 벨라(Giuseppa Marcella Bella, 1952년 6월 18일~ )는 시칠리아 출생의 이탈리아 가수이다. 1969년 칸타지로의 신인 그룹에서 <어릿광대>를 불러 데뷔했다. 1971년에 베네치아 음악제 은콘드라 부문에서 <휘몰아치는 바람>을 불러 2위가 되고, 1972년 산 레모 음악제에 <푸른 산맥>으로 입상, 크게 히트했다. '페스티벌 퍼얼'에서 우승, '카초니시마'에서는 신인으로는 최초로 결승에 진출하여 4위가 되었는데, 결승전에서 부른 <미소하는 문>이 크게 히트했다. 그 뒤부터는 부르는 노래마다 히트하였고 1973-1975년도 베스트셀러 여성 1위가 되었다. 사랑스런 동안(童顔)에 작은 몸매, 터질 듯한 육체미를 과시하면서 부르는 박력있는 노래는 일품이었다.